# Празеодимтриртуть
Празеодимтриртуть — бинарное неорганическое соединение
празеодима и ртути
с формулой Hg3Pr,
кристаллы.

## Получение
- Сплавление стехиометрических количеств чистых веществ:

{\displaystyle {\mathsf {Pr+3Hg\ {\xrightarrow {900^{o}C}}\ Hg_{3}Pr}}}

## Физические свойства
Празеодимтриртуть образует кристаллы
гексагональной сингонии,
пространственная группа P 63/mcm,
параметры ячейки a = 0,6724 нм, c = 0,4937 нм, Z = 2,
структура типа кадмийтримагния Mg3Cd
.
Соединение образуется по перитектической реакции при температуре ≈900°C.